# 牛栏山清真寺
牛栏山清真寺，位于北京市顺义区牛栏山镇安乐村，是一座伊斯兰教清真寺。

## 简介
牛栏山清真寺所在的安乐村是一个回民聚居的村落。2012年，安乐村农民人均劳动所得13776元，比2011年增长12%，高于牛栏山镇及顺义区农民人均劳动所得。2013年，在北京市民族事务委员会、北京市农村工作委员会、北京市财政局联合召开的2012年度北京市少数民族乡村经济发展工作会议上，安乐村获“北京市民族村经济发展进步奖”，是顺义区唯一一个获该奖的民族村。2011年4月，牛栏山镇安乐家园回迁房项目开工，2013年9月完工，同年安乐村村民回迁入住安乐家园。
2013年10月15日，安乐村的牛栏山清真寺举行庆祝古尔邦节庆典。这是安乐村村民回迁后过的第一个古尔邦节。顺义区民宗办、顺义区国保支队、牛栏山镇副镇长刘烜、社会事务管理科、安乐村村委会组成慰问团，赴牛栏山清真寺慰问参加礼拜的穆斯林群众，并送去慰问金。
牛栏山清真寺内，珍藏有保存完好的8人抬的“埋体匣”，构造与中国传统的八抬大轿类似。